# Oplaznik
 Oplaznik  falu Horvátországban Zágráb megyében. Közigazgatásilag Marija Goricához tartozik.

## Fekvése
Zágrábtól 23 km-re északnyugatra, községközpontjától  1 km-re északra a marija goricai előhegységben fekszik.

## Története
A falunak 1857-ben 98, 1910-ben 85 lakosa volt. Trianon előtt Zágráb vármegye Zágrábi járásához tartozott. 2011-ben 77 lakosa volt.

## Lakosság
| Lakosság változása | Lakosság változása | Lakosság változása | Lakosság változása | Lakosság változása | Lakosság változása | Lakosság változása | Lakosság változása | Lakosság változása | Lakosság változása | Lakosság változása | Lakosság változása | Lakosság változása | Lakosság változása | Lakosság változása | Lakosság változása |
| ------------------ | ------------------ | ------------------ | ------------------ | ------------------ | ------------------ | ------------------ | ------------------ | ------------------ | ------------------ | ------------------ | ------------------ | ------------------ | ------------------ | ------------------ | ------------------ |
| 1857               | 1869               | 1880               | 1890               | 1900               | 1910               | 1921               | 1931               | 1948               | 1953               | 1961               | 1971               | 1981               | 1991               | 2001               | 2011               |
| 98                 | 96                 | 102                | 86                 | 69                 | 85                 | 77                 | 79                 | 82                 | 73                 | 69                 | 45                 | 47                 | 58                 | 53                 | 77                 |

## Híres emberek
Itt született 1835. június 8-án Antun Kržan horvát katolikus pap, filozófus, teológus, a Zágrábi Egyetem rektora.